# 戸苅利和
戸苅 利和（とかり としかず、1947年 - ）は、日本の官僚、厚生労働省元事務次官

## 来歴
1947年に、埼玉県に生まれる。埼玉県立熊谷高等学校、.東京大学経済学部出身。
1971年に労働省に入省。2001年に厚生労働省大臣官房長、2002年に職業安定局長、2004年に厚生労働省事務次官になる。2007年に高齢・障害者雇用支援機構理事長、2008年法政大学大学院客員教授、2011年財形住宅金融株式会社代表取締役会長、2014年日本看護家政紹介事業協会会長、2018年キャノン電子社外取締役、2021年スタートライン株式会社社外取締役